# Polaroïds et Pornographie
Albums de AqME
Sombres Efforts
(2002) La Fin des Temps
(2005)
Polaroïds et Pornographie est le second album studio du groupe de rock alternatif français AqME, sorti en 2004.

## Liste des titres
| No  | Titre                       | Durée |
| --- | --------------------------- | ----- |
| 1.  | Pornographie                | 2:46  |
| 2.  | À chaque seconde            | 3:24  |
| 3.  | 3'38                        | 3:38  |
| 4.  | Tes mots me manquent        | 4:54  |
| 5.  | La Théorie du poisson rouge | 3:22  |
| 6.  | Sur le fil                  | 3:56  |
| 7.  | Vampire                     | 5:02  |
| 8.  | Comprendre                  | 4:14  |
| 9.  | Être et ne pas être         | 3:45  |
| 10. | Ce que tu es                | 2:44  |
| 11. | La Vie est belle            | 4:38  |
| 12. | La Réponse                  | 5:20  |

| 1. | Automédication        |  |
| 2. | Le Rouge et le noir   |  |
| 3. | Tout à un détail près |  |
| 4. | Je suis               |  |
| 5. | Fin                   |  |
| 6. | « Si » n'existe pas   |  |

(Les pistes 2 à 6 ont été enregistrées aux Eurockéennes de Belfort en juillet 2003.)

## Crédits
- Thomas Thirrion : chant
- Benjamin Rubin : guitare
- Charlotte Poiget : basse
- Étienne Sarthou : batterie